# Fernando Collor de Mello
Fernando Affonso Collor de Mello (sinh ngày 12 tháng 8 năm 1949) là một chính trị gia Brasil, từng là Tổng thống thứ 32 của Brasil từ 1990 đến 1992, khi ông từ chức trong một nỗ lực không thành công để ngăn chặn Thử thách của Thượng nghị sĩ Brasil. Collor là Tổng thống đầu tiên được dân bầu trực tiếp sau khi chính phủ quân đội Brasil kết thúc. Ông cũng là Tổng thống trẻ nhất trong lịch sử Brasil, nhậm chức ở tuổi 40.
Sau khi từ chức Tổng thống, phiên tòa vụ xét xử luận tội với cáo buộc tham nhũng vẫn tiếp tục, và Collor đã bị Thượng viện phán có tội và bị kết án không đủ tư cách điều hành chức vụ được bầu trong 8 năm (1992-2000). Sau đó, ông ta đã được tuyên trắng án về tội hình sự bình thường trong phiên xét xử trước Toà án Liên bang tối cao của Brasil, vì thiếu bằng chứng hợp lệ.
Fernando Collor sinh ra trong một gia đình chính trị. Ông là con của cựu Thượng nghị sĩ Arnon Affonso de Farias Mello (PT) và Leda Collor (con gái của cựu Bộ trưởng Bộ Lao động Lindolfo Collor), do cha ông, cựu thống đốc Alagoas và chủ của Tổ chức Arnon de Mello, Chi nhánh của Rede Globo trong tiểu bang. "Collor" là một chuyển thể của người Bồ Đào Nha tên họ Koehler của Đức, từ ông nội của ông Lindolfo Leopoldo Boeckel Collor.
Collor đã từng làm Thượng nghị sĩ cho Alagoas từ tháng 2 năm 2007, lần đầu tiên được bầu vào năm 2006 và được tái đắc cử vào năm 2014.

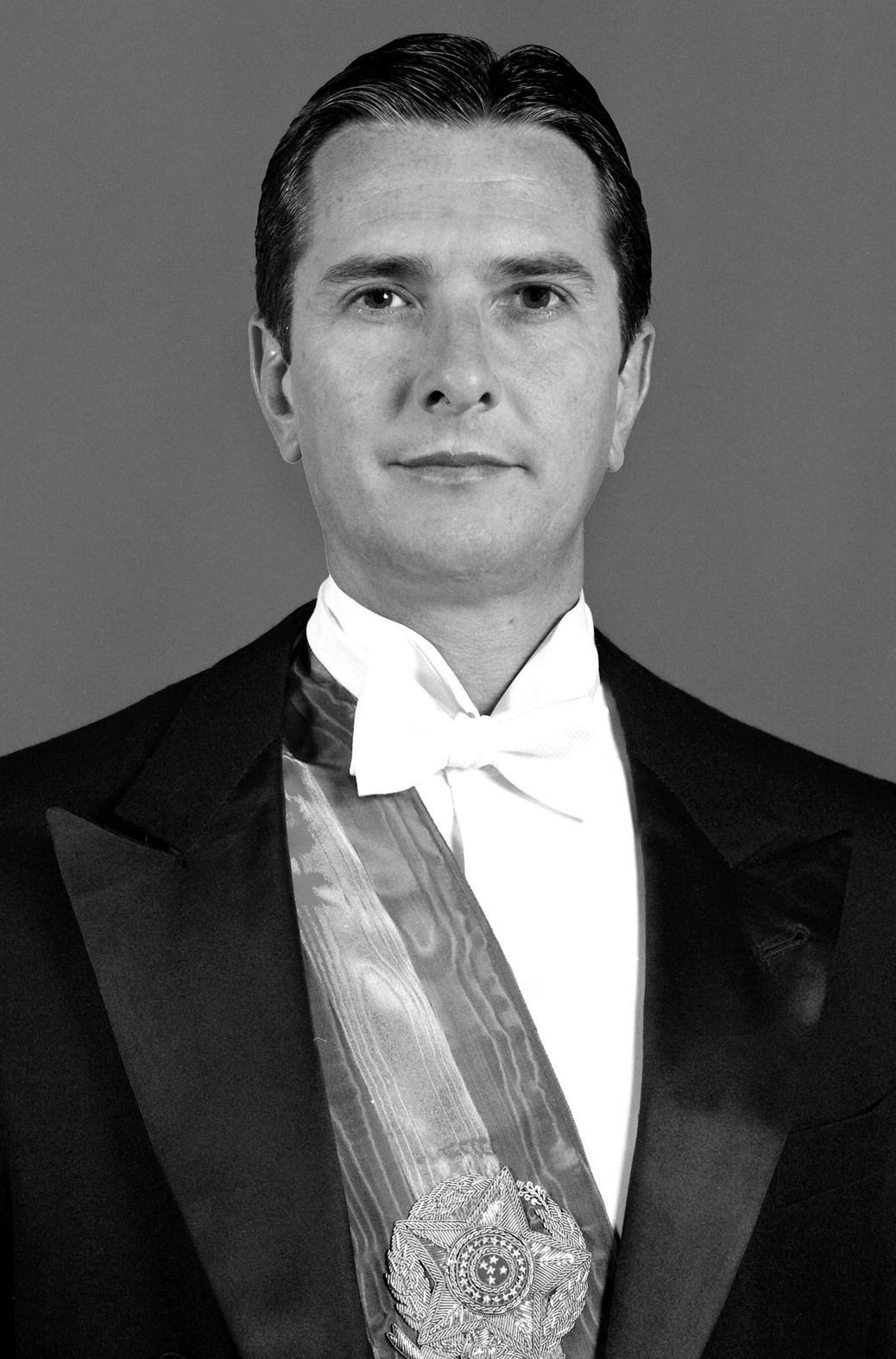
Fernando Collor năm 1992